# 吳曉鏞
吳曉鏞（1952年—），中国大陆媒体人，也是已故前中华人民共和国国务院副总理吴学谦的儿子，毕业于北京外国语学院（现北京外国语大学）。他曾任中国国际广播电台英语部节目负责人，后在六四事件期间对示威群众表示同情之意被停职。目前是凤凰卫视（美国）有限公司董事长、凤凰卫视美洲台台长。

## 简历
吳曉鏞于1952年出生，1967年进入北京三十五中就读，1968年到山西省阳高县插队，成为了一名知青。1973年他赴北京外国语学院（现北京外国语大学）学习，1977年毕业，毕业后进入中国国际广播电台英语部工作。1980年赴美国密苏里大学新闻学院学习，1982年获得硕士学位。后回到中国国际广播电台工作，历任编辑、时政记者、主播、新闻部主任，英语部副主任等职。1989年，因在六四事件期间对示威群众表示同情之意被停职，隨即被調離職位並重新進行審查。
1990年，吳曉鏞进入世界银行驻中国代表处工作，历任翻译、顾问、项目官员，并参与重大的世行贷款项目。1994年赴哈佛大学学习一年，在肯尼迪政治学院攻读经济学和政府管理课程。1995年开始参与策划凤凰卫视，曾任广告销售总监、节目采购总监、事业发展总监，2000年，凤凰卫视在美国设立凤凰卫视（美国）有限公司，吳曉鏞担任董事长一职，同时担任于2001年1月1日开播的凤凰卫视美洲台台长。